# Caty Juan de Corral
Caty Juan de Corral és el sobrenom de Catalina Juan Servera (So N'Armadans, Palma, Mallorca, 16 de desembre de 1926 - Palma, 11 de novembre de 2014) com a escriptora, pintora, articulista i gastrònoma.
Caty Juan de Corral desenvolupà un intens treball literari; va publicar diverses novel·les i participà en els principals concursos literaris de l'Estat espanyol amb resultats com el Premi Café Gijón (1976), Premi Armengot, Premi Ciutat de Terrassa (1971) i Premi Ciutat de Girona (1973). Entre altres, col·laborà en diaris i revistes com ABC, Baleares, Blanco y Negro, Última Hora i Gourmets.
Alhora, també va destacar com a escriptora en l'àmbit gastronòmic, on adquirí rellevància per la tasca de recuperació i difusió de la cuina balear: Cocina Balear, Repostería balear i cuina mediterrània creativa, Recetas con ángel. El 2007 va rebre el Premi Ramon Llull.
Paral·lelament a la seva tasca com a escriptora i sota la firma Caty Juan, fou pintora. Exposava individualment des del 1948 a Palma, Barcelona, Madrid i diverses ciutats espanyoles, França i Alemanya. Es caracteritzà per una pintura de colors plans i contorns ben definits, sòlidament estructurada i un punt ingènua, que hom ha considerat el millor exponent de la nova figuració mallorquina.
Com a pintora d'avantguarda, entre els anys 1958 i 1962 fou membre del Grup Tago un dels pocs i més importants grups de tendència d'avantguarda sorgits durant els anys de la postguerra espanyola. El Casal Solleric de Palma n'oferí una exposició retrospectiva el 2001. Des de l'any 1986 fins a la seva defunció, fou membre de la Reial Acadèmia de Belles Arts de Sant Sebastià.
El 2019 fou nomenada pel Consell de Mallorca filla predilecta de Mallorca.

## Obra

### Obra literària
- Ropa tendida (1958), novel·la
- Un paso hacia la calle (1967), novel·la
- La herida (1968), novel·la
- Una pared de adobes (1971, premi Ciutat de Terrassa), novel·la
- La noche del calamar (1976, premi Café Gijón), novel·la

### Obra gastronòmica
- Cocina balear. Las cuatro estaciones (1985)
- Repostería balear (1987)
- Entrar a la cuina de Mallorca, Menorca, Eivissa i Formentera (1989)[2]
- Recetas con ángel (1994)